# 岸里玉出駅
岸里玉出駅（きしのさとたまでえき）は、大阪府大阪市西成区玉出東一丁目にある、南海電気鉄道の駅。駅番号はNK06。

## 利用可能な鉄道路線
- 南海電気鉄道
  - 南海本線
  - 高野線
  - 高野線（汐見橋線）

## 歴史

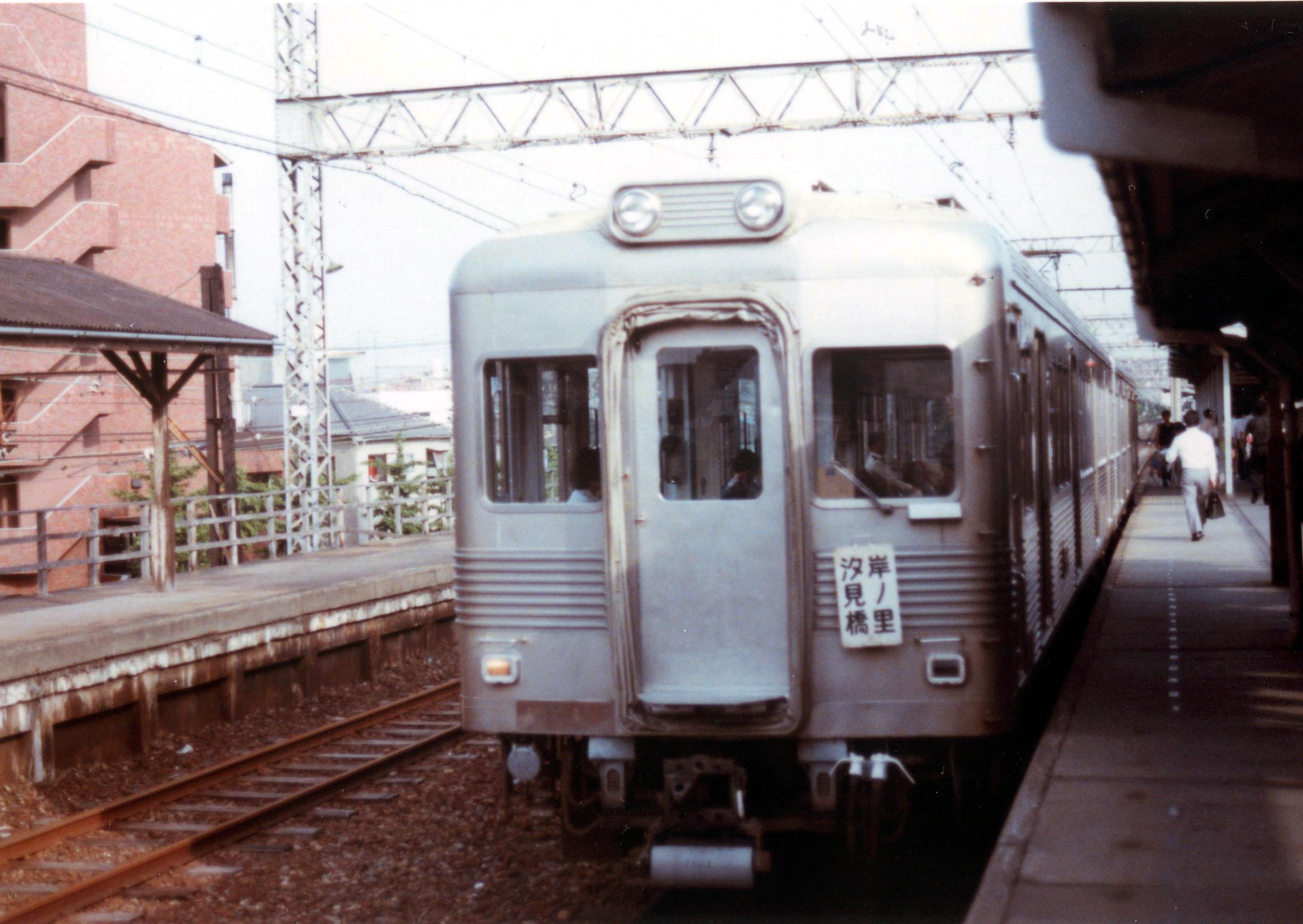
1900年に勝間駅として設置された旧岸ノ里駅汐見橋線用ホーム（現存せず）

1885年（明治18年）に南海本線が敷設されたが駅は設置されなかった。1900年（明治33年）に高野線の勝間駅（こつまえき）が開業し、1903年（明治33年）に阿部野駅（あべのえき）に改称された。1907年（明治40年）に南海本線の玉出駅（たまでえき）、1913年（大正2年）に南海本線の岸ノ里駅（きしのさとえき）がそれぞれ開業した。
1925年（大正14年）に高野線の阿部野駅を岸ノ里駅に改称、岸ノ里駅東側に南海本線難波方面と高野線堺東方面を結ぶ東連絡線が敷設され、高野線の列車が難波駅乗り入れを開始した。高野線難波直通列車は1970年（昭和45年）に南東分岐より堺東寄りに岸ノ里駅の高野線難波直通列車用ホームが設置されるまで、岸ノ里駅を通過するようになっていた。
高架化以前は現在の汐見橋線との分岐付近（岸里口付近）に岸ノ里駅が、現在の玉出口付近に玉出駅が存在したが、両駅の駅間距離が僅か0.4kmしかなかったこともあり、1993年（平成5年）4月に南海本線が高架化された際に両駅が統合され岸里玉出駅となった。
なお、併走するOsaka Metro四つ橋線に玉出駅がある（玉出駅 - 岸里玉出駅玉出口間が約650 m）。四つ橋線には岸里駅もあるが、当駅より天下茶屋駅が近い（岸里駅 - 天下茶屋駅出入口間が500 m弱、岸里駅 - 岸里玉出駅岸里口間が約600 ｍ強）。

### 年表
- 1885年（明治18年）12月29日：阪堺鉄道 難波駅 - 大和川駅間が開業。駅は設置されず。
- 1898年（明治31年）10月1日：阪堺鉄道が南海鉄道に事業を譲渡。
- 1900年（明治33年）9月3日：高野鉄道 道頓堀駅（現・汐見橋駅） - 大小路駅（現・堺東駅）間が延伸開業。南海鉄道との交差部南東側に高野鉄道の勝間駅が開業[2]。
- 1903年（明治36年）2月26日：勝間駅を阿部野駅に改称[3]。
- 1907年（明治40年）
  - 10月26日：南海鉄道の玉出駅が開業[4]。
  - 11月15日：高野鉄道が高野登山鉄道に事業を譲渡。
- 1913年（大正2年）7月25日：高野登山鉄道との交差部南西側に南海鉄道の岸ノ里駅が開業[5]。
- 1915年（大正4年）4月30日：高野登山鉄道が大阪高野鉄道に改称。
- 1922年（大正11年）9月6日：南海鉄道が大阪高野鉄道を合併。
- 1925年（大正14年）
  - 2月1日：高野線の阿部野駅を岸ノ里駅に改称[6]。
  - 3月15日：岸ノ里駅東側に南海本線難波方面と高野線堺東方面を結ぶ東連絡線を単線で敷設。高野線の列車が難波駅乗り入れ開始。この時点では高野線難波直通列車用のホームは設置されなかったため、当該列車は岸ノ里駅を通過。
- 1926年（大正15年）12月3日：岸ノ里駅東側の東連絡線を複線化。同駅西側に高野線汐見橋方面と南海本線堺方面を結ぶ西連絡線を複線で敷設。
- 1944年（昭和19年）6月1日：会社合併により近畿日本鉄道の駅となる。
- 1947年（昭和22年）6月1日：路線譲渡により南海電気鉄道の駅となる。
- 1970年（昭和45年）11月23日：南東分岐より堺東寄りに岸ノ里駅の高野線難波直通列車用ホームを設置し使用開始。
- 1985年（昭和60年）6月16日：高架化工事のため汐見橋線が高野線から分断される。これに伴い汐見橋線用ホームは撤去され、南海本線との交差部北西側に仮ホームを設置。
- 1993年（平成5年）4月18日：南海本線高架化[1]。岸ノ里駅と玉出駅を統合し、岸里玉出駅開業[1]。
- 1994年（平成6年）10月28日：高野線上り線が高架化。
- 1995年（平成7年）
  - 8月10日：汐見橋線用高架ホーム使用開始。同月23日深夜に汐見橋線の線路は南海本線とつながった。
  - 11月1日：高架化完成。
- 1996年（平成8年）12月10日：高野線ホームをリニューアル。これをもって一連の工事は終了。
- 2012年（平成24年）4月1日 ：駅ナンバリングが導入され、使用を開始[7][8]。

## 駅構造

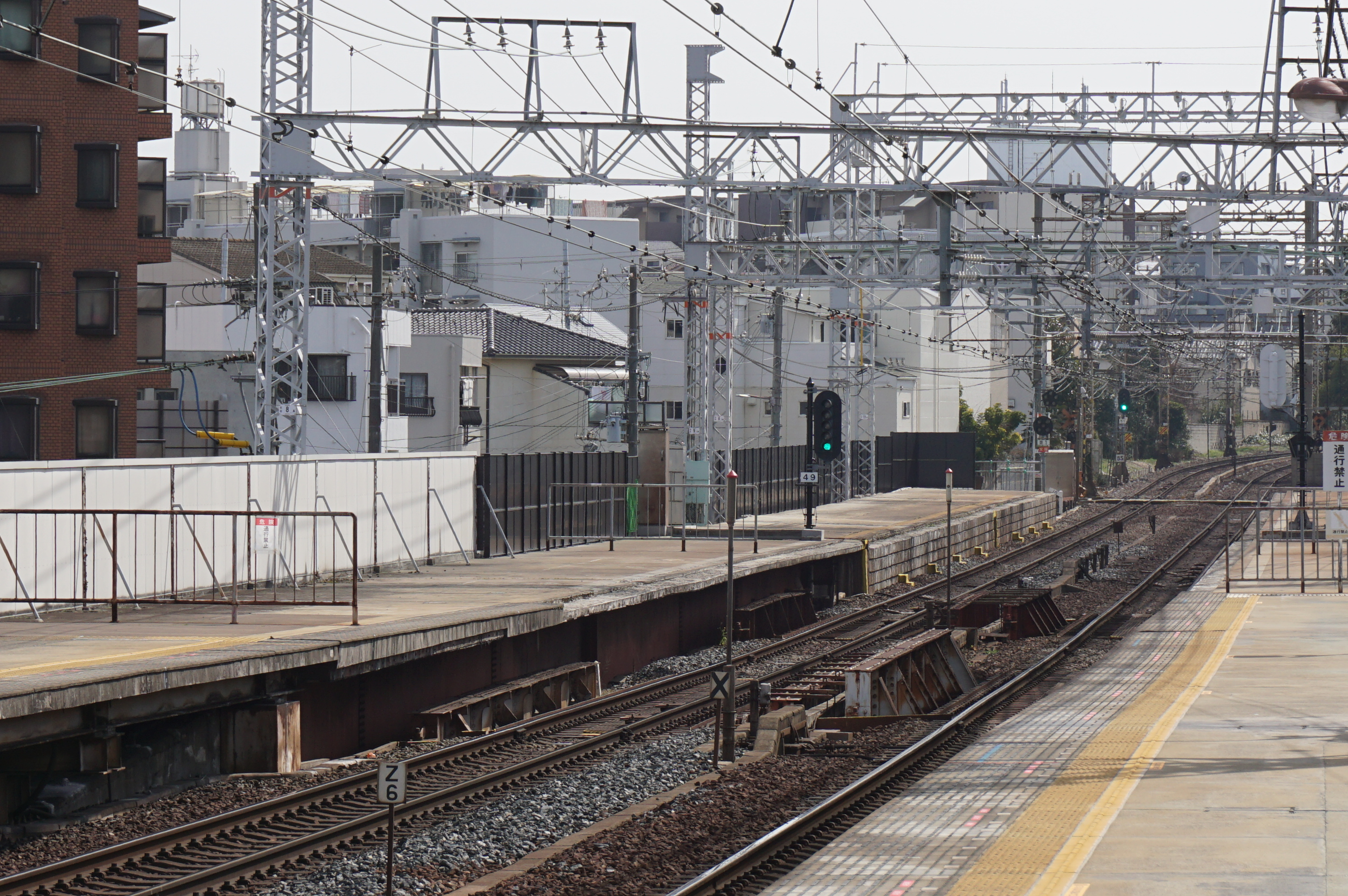
1970年に設置された旧岸ノ里駅高野線難波直通列車用ホーム

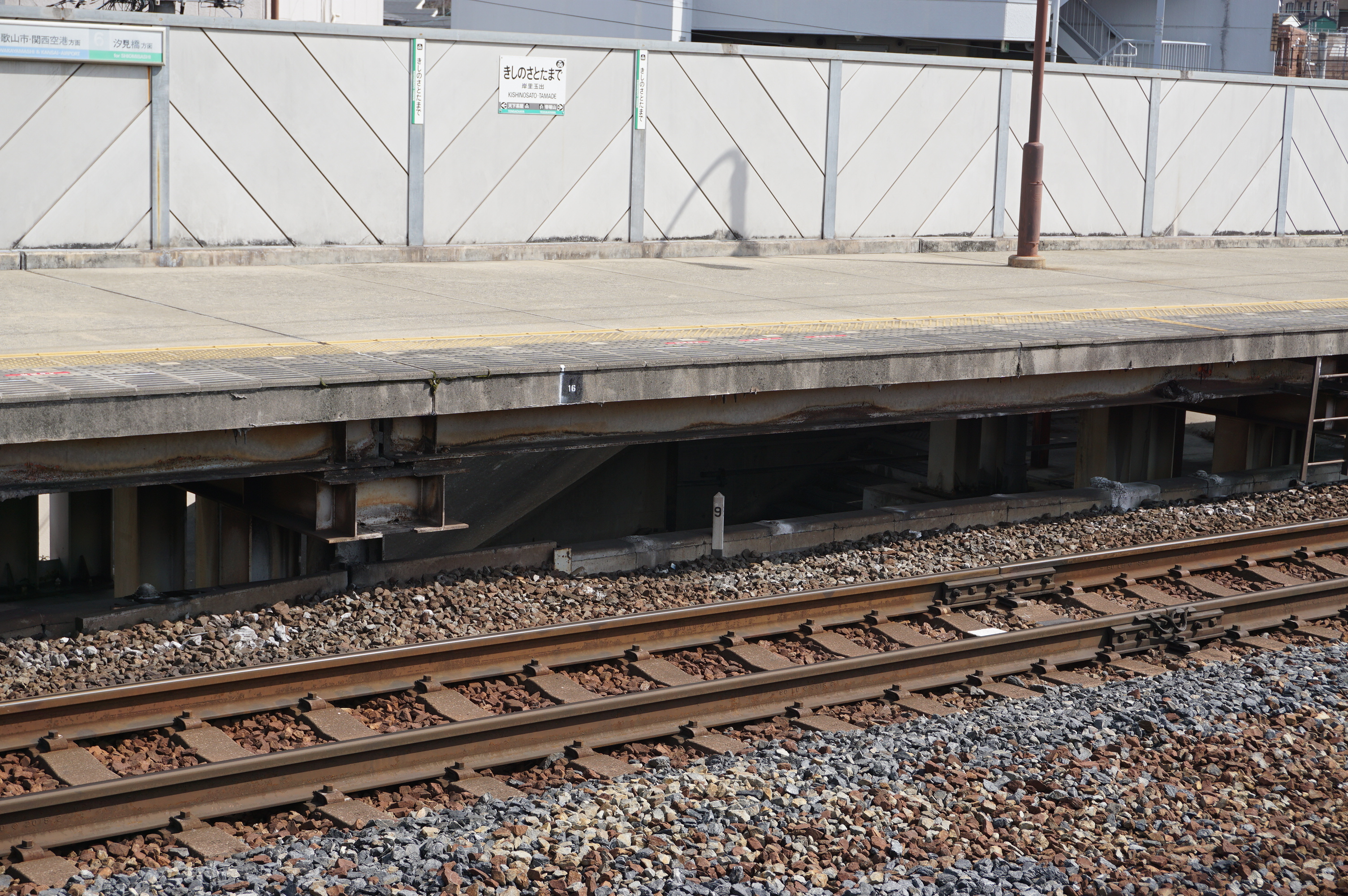
旧岸ノ里駅汐見橋線用ホームとの連絡通路に続く高野線難波直通列車用ホームの階段の跡

合計4面5線のホームを持つ高架駅である。ホーム配置は東から高野線、南海本線、汐見橋線の順。
- 高野線ホーム（1・2番線）は相対式の2面2線。
- 南海本線ホーム（3・4番線）は島式1面2線となっており、上り線のみ外側にホームのない通過線が1本存在する。この通過線を5番線として扱っているため、5番ホームは欠番である。南海本線ホームでは、乗車位置案内板が足元だけでなくホーム前の高架壁にも設置されていた（高架化完成時から設置されており、4両分のみ対応）。
- 汐見橋線ホーム（6番線）は単式1面1線で、南側が行き止まりになっている。また、北側には南海本線への渡り線がある。なお、汐見橋線は当駅構内のみ単線になっている。

駅の難波寄りで南海本線と高野線が大きく分岐している関係上、高野線ホームと南海本線・汐見橋線ホームは連絡通路で繋がっている。しかし距離があることに加え、南海本線・高野線の優等列車は当駅を通過するため南海本線と高野線の相互の乗り換えは、一つ隣の天下茶屋駅での乗り継ぎを奨励している。
現在の高野線と汐見橋線はかつての東連絡線と西連絡線よりそれぞれ内側を通っているが、概ねかつての南東分岐より難波寄りの東連絡線上に高野線ホーム、南西分岐より汐見橋寄りの西連絡線上に汐見橋線ホームがある形になっている。旧岸ノ里駅汐見橋線用ホームは寸断されて現存しない元来の高野線上、南海本線を跨ぐ鉄橋のすぐ南東側にあった。旧岸ノ里駅高野線難波直通列車用ホームは南東分岐より堺東寄りの高野線上、紀州街道と阪堺線を跨ぐ位置にあり、こちらは現存する。旧岸ノ里駅の汐見橋線用ホームと高野線難波直通列車用ホームは連絡通路で結ばれており、両者の間に位置する現在の高野線ホーム下には連絡通路に続く高野線難波直通列車用ホームの階段も残っている。
なお、高野線難波直通列車用ホームが設置される1970年11月まで、高野線難波直通列車は岸ノ里駅に停車できなかったため、汐見橋線の電車が住吉東駅まで運転されていた。
ホームは3階、コンコースおよび連絡通路は2階にある。改札口は難波寄りの岸里口、堺寄りの玉出口の2ヵ所。高野線ホームの堺東寄りには改札口はない。かつて汐見橋線のホームが独立していた時は堺東寄りにもあったが、汐見橋線が南海本線の横に停車するようになってから閉鎖された。また、玉出口から高野線および汐見橋線に乗る場合は、南海本線ホームを経由して岸里口側に廻る必要がある。なお、改札口は1998年10月に自動改札化されたがピクトグラムは未だに係員改札の表示となっている。
なお、岸里口・玉出口両改札側とも、構内に自動販売機があるのみで売店がない。高架完成後、しばらくは両改札側に売店が存在していたが、ともに閉店した。玉出口改札は終日無人である。
便所は改札内に2ヶ所あり、いずれも男女別の水洗式。また、ユニバーサルトイレも男女別に設置されている。

### のりば
| のりば | 路線     | 方向 | 行先                                 |
| ------ | -------- | ---- | ------------------------------------ |
| 1      | 高野線   | 下り | 高野山方面                           |
| 2      | 高野線   | 上り | なんば方面                           |
| 3      | 南海線   | 下り | 和歌山市・ 関西空港方面              |
| 4      | 南海線   | 上り | なんば方面（今宮戎・萩ノ茶屋は通過） |
| 6      | 汐見橋線 | -    | 汐見橋方面                           |

- 前述のとおり、5番線はホームのない通過線のため、ホームとしては欠番である。

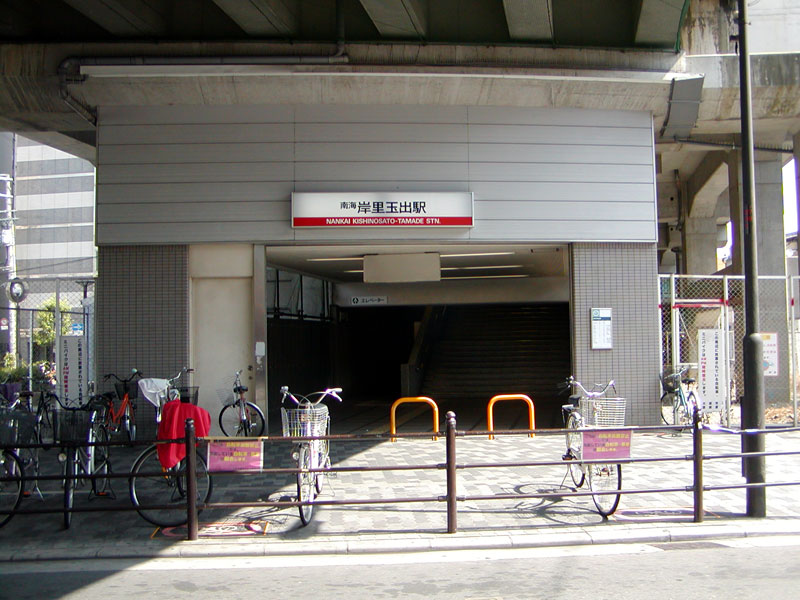
玉出口（2008年8月）
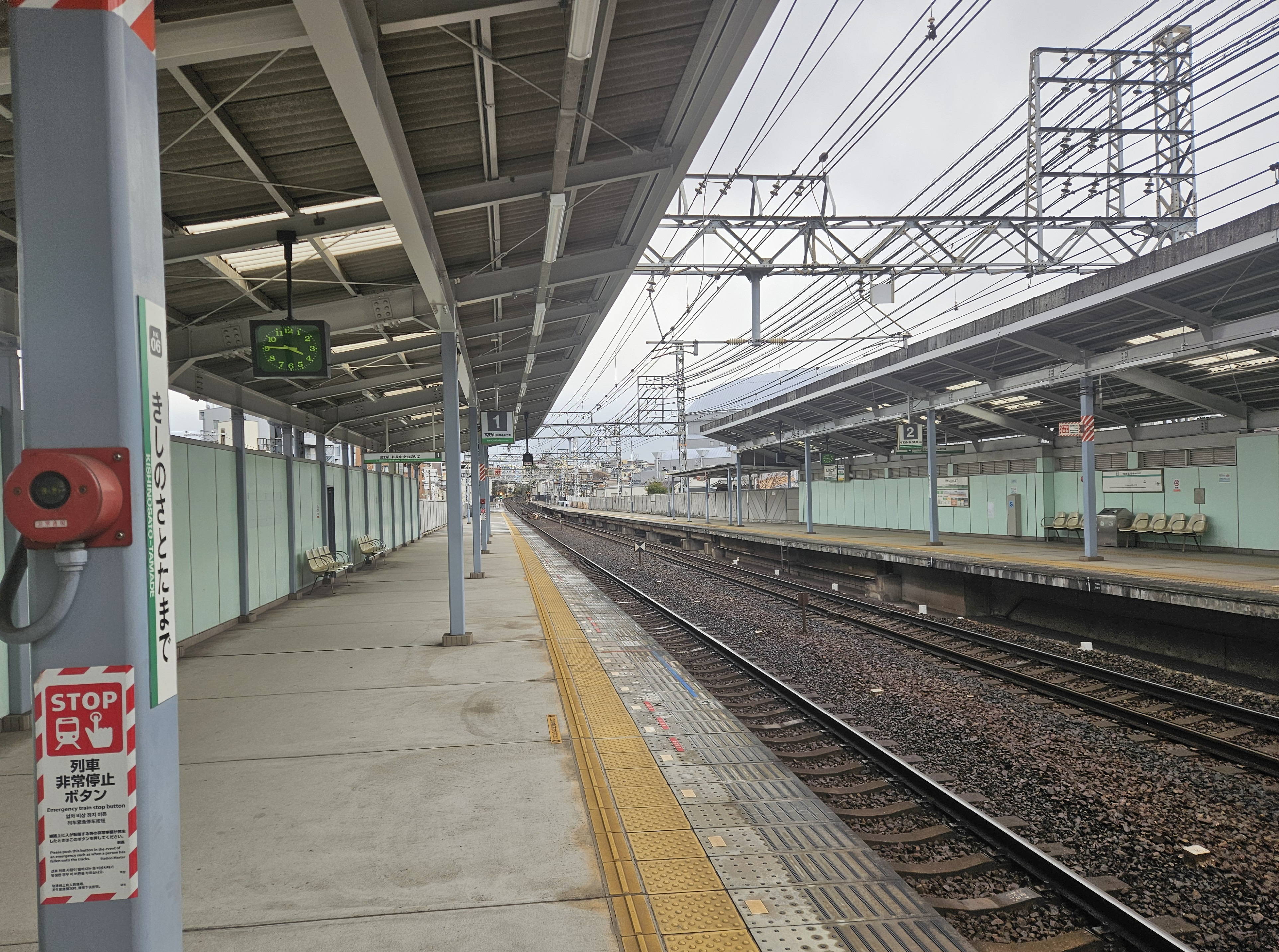
高野線ホーム（2025年2月）
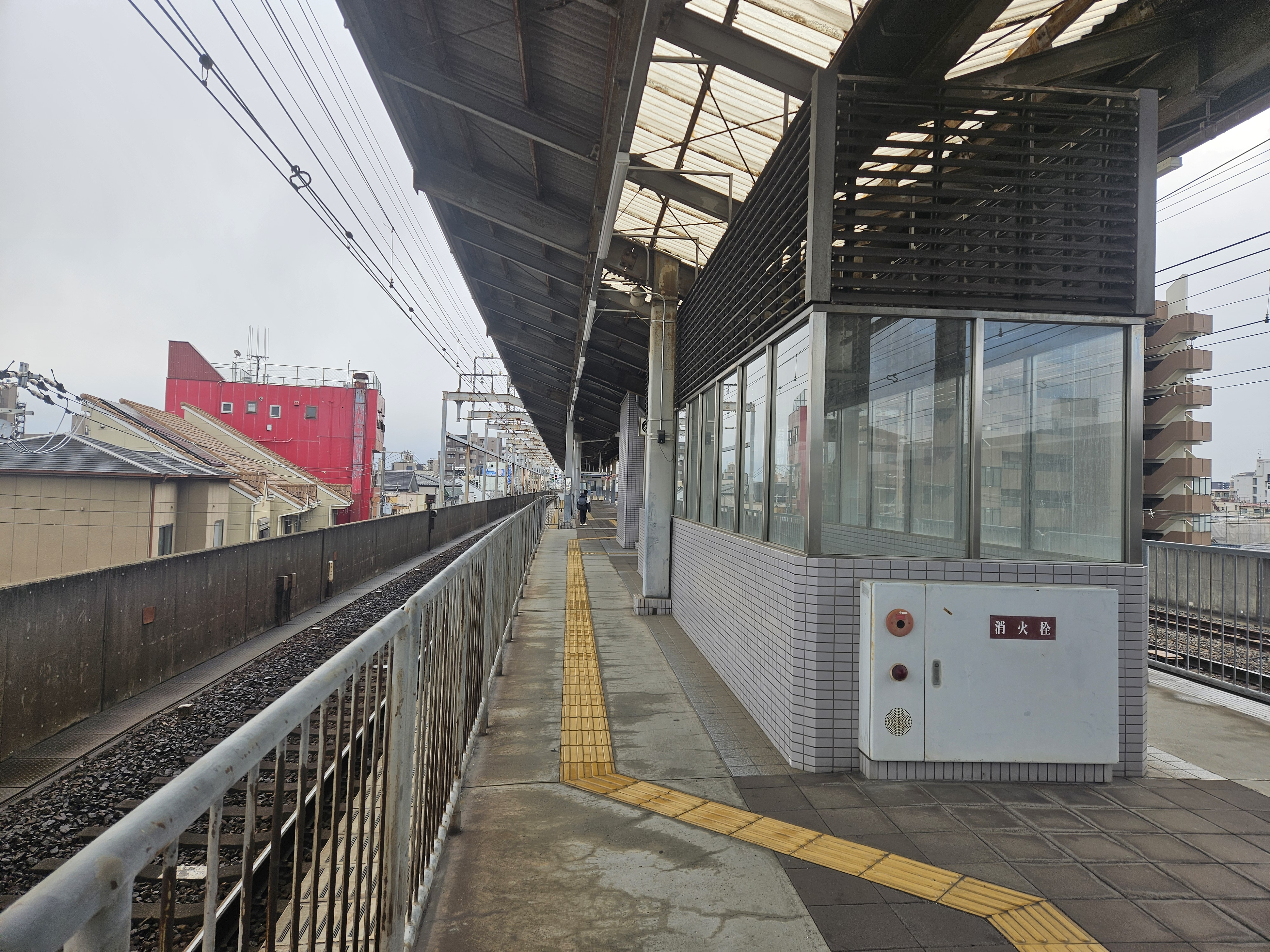
南海本線ホーム（2025年2月）
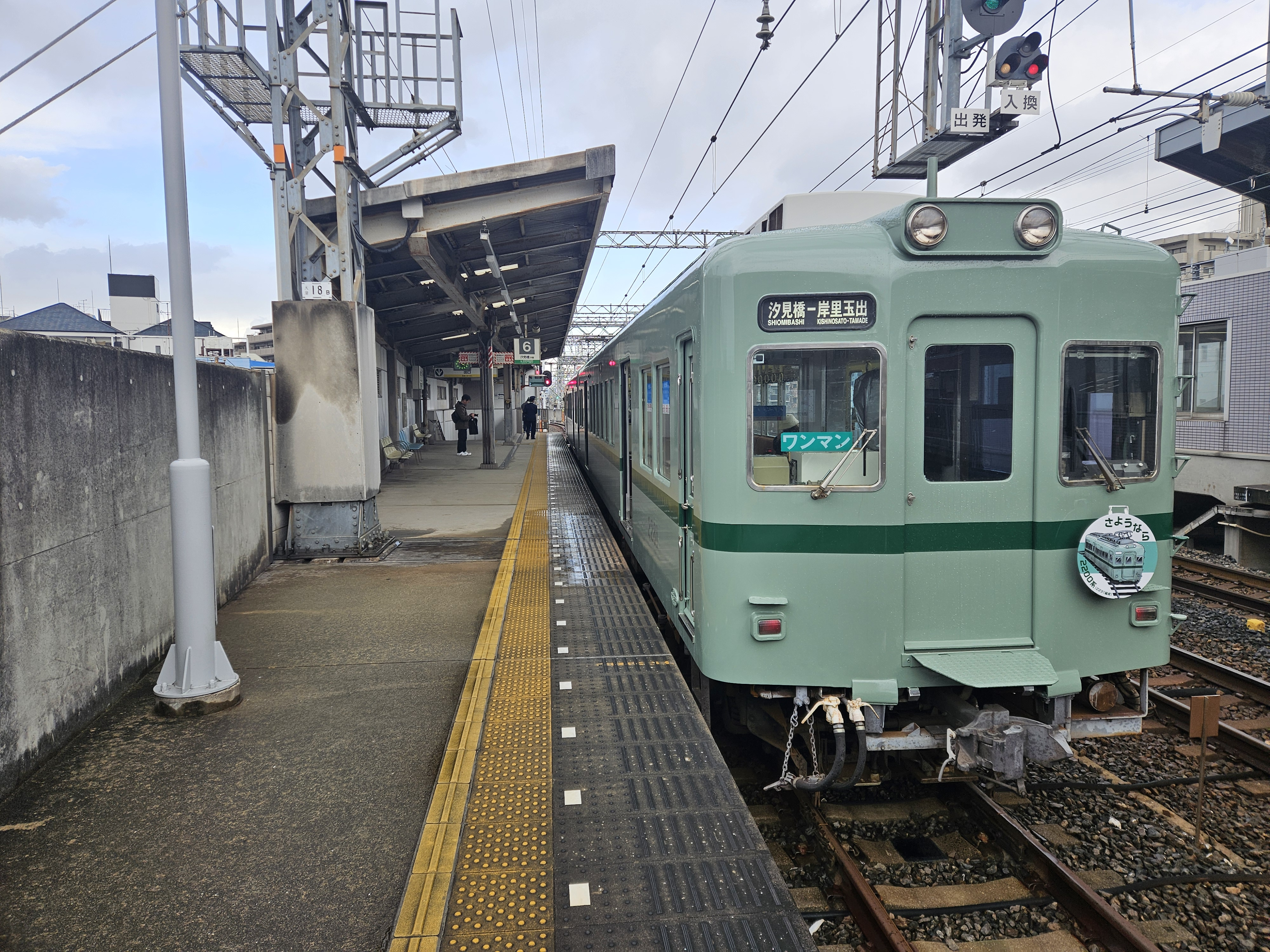
汐見橋線ホーム（2025年2月）
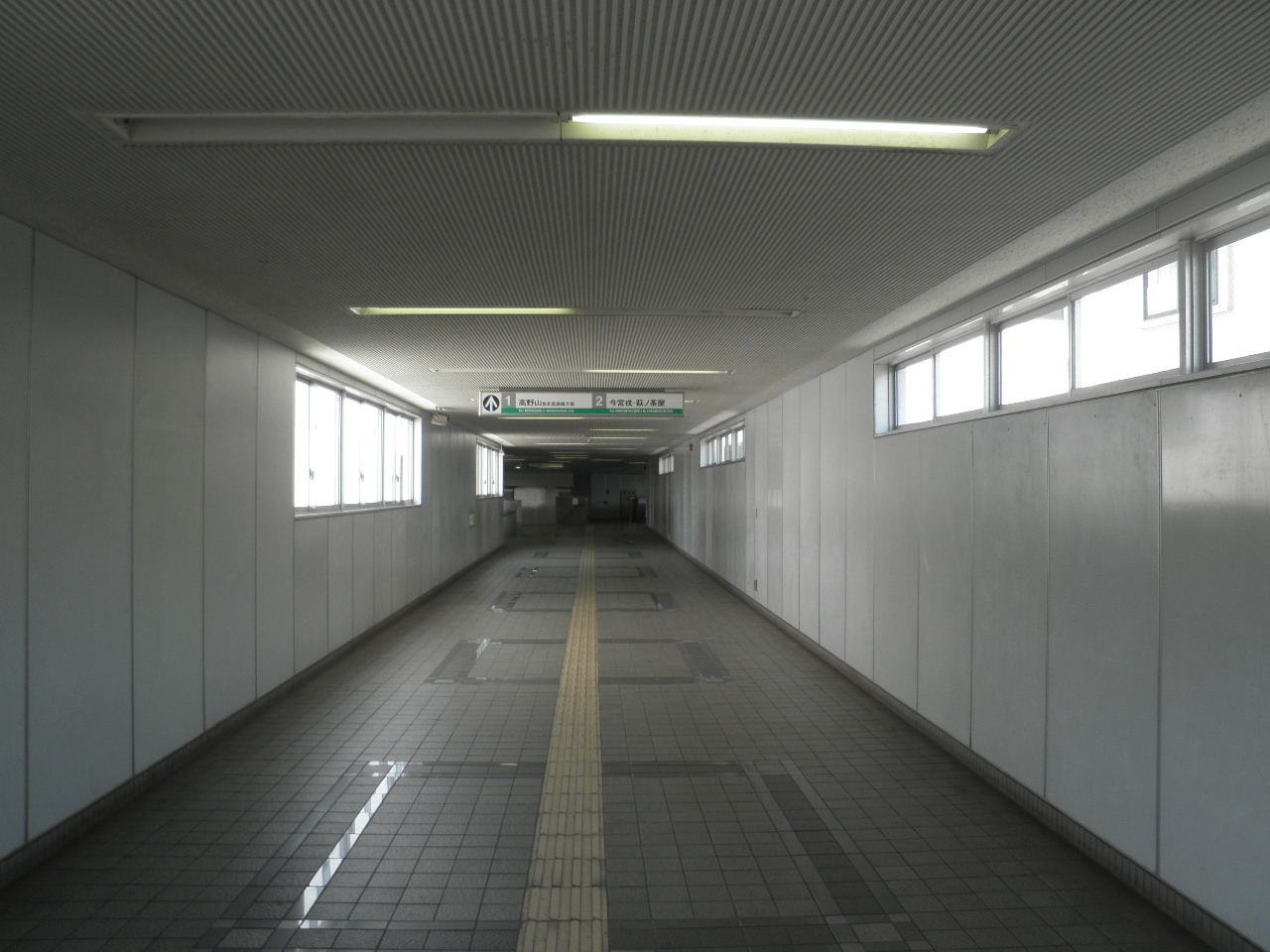
南海本線と高野線のホームを結ぶ連絡通路（2015年5月）
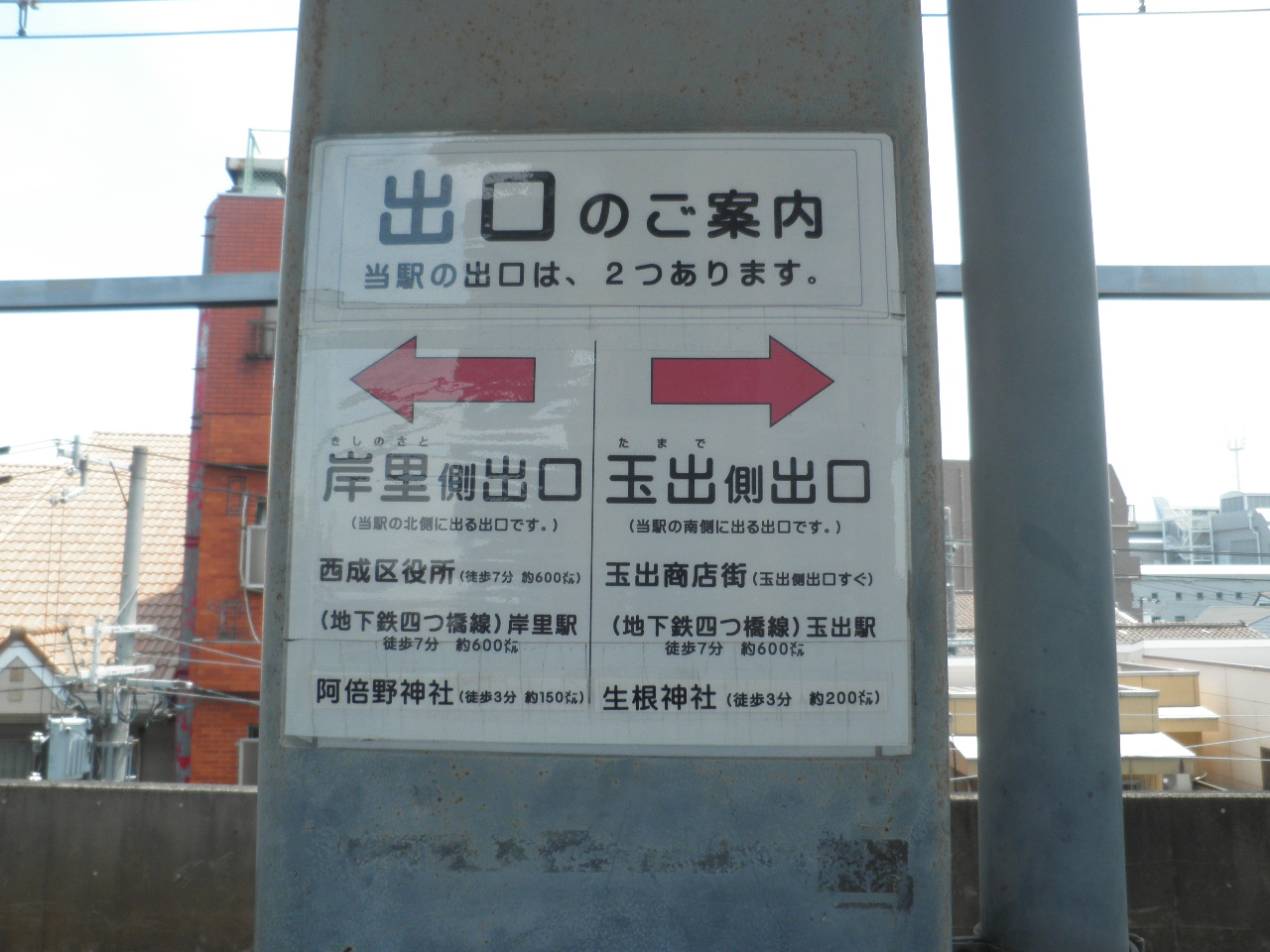
南海本線ホームにある出口案内（2015年5月）
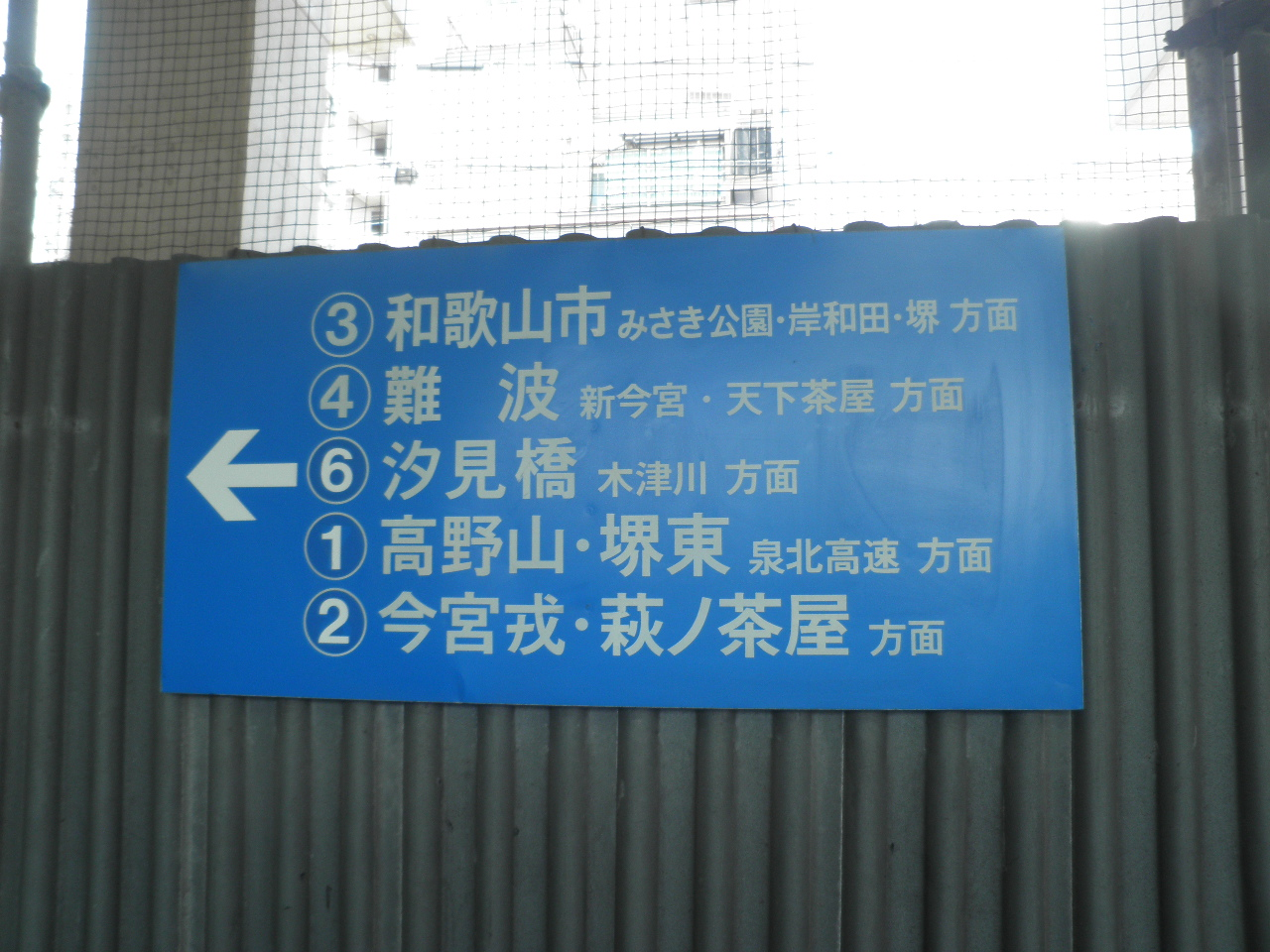
玉出口にあるのりば案内板（2015年5月）

### 配線図
|                                                              | ↑ 高野線 極楽橋方面            |                         |
| ← 難波方面                                                   | 岸里玉出駅配線図               | → 南海本線 和歌山市方面 |
|                                                              | ↓ 高野線（汐見橋線）汐見橋方面 |                         |
| 凡例 出典:鉄道ピクトリアル 2008年8月臨時増刊「南海電気鉄道」 |                                |                         |

## 利用状況
2023年（令和5年）次の1日平均乗降人員は6,705人（乗車人員：3,319人、降車人員：3,386人）で、南海全100駅中41位である。

開業後の1日平均乗降・乗車人員は下表のとおりである。
| 年次   | 1日平均 乗降人員 | 1日平均 乗車人員 | 順位 | 出典        |
| ------ | ---------------- | ---------------- | ---- | ----------- |
| 1993年 | 10,881           | 5,126            | -    | [ 統計 2 ]  |
| 1994年 | 10,317           | 4,811            | -    | [ 統計 3 ]  |
| 1995年 | 10,115           | 4,718            | -    | [ 統計 4 ]  |
| 1996年 | 9,834            | 4,529            | -    | [ 統計 5 ]  |
| 1997年 | 9,444            | 4,243            | -    | [ 統計 6 ]  |
| 1998年 | 9,043            | 4,005            | -    | [ 統計 7 ]  |
| 1999年 | 8,456            | 3,737            | -    | [ 統計 8 ]  |
| 2000年 | 7,999            | 3,509            | -    | [ 統計 9 ]  |
| 2001年 | 7,757            | 3,342            | -    | [ 統計 10 ] |
| 2002年 | 7,644            | 3,276            | -    | [ 統計 11 ] |
| 2003年 | 7,389            | 3,221            | -    | [ 統計 12 ] |
| 2004年 | 7,070            | 3,084            | -    | [ 統計 13 ] |
| 2005年 | 6,847            | 2,950            | -    | [ 統計 14 ] |
| 2006年 | 6,722            | 2,902            | -    | [ 統計 15 ] |
| 2007年 | 6,907            | 3,017            | -    | [ 統計 16 ] |
| 2008年 | 6,860            | 3,006            | -    | [ 統計 17 ] |
| 2009年 | 6,597            | 2,895            | -    | [ 統計 18 ] |
| 2010年 | 6,473            | 2,846            | -    | [ 統計 19 ] |
| 2011年 | 6,236            | 2,732            | -    | [ 統計 20 ] |
| 2012年 | 6,223            | 2,719            | -    | [ 統計 21 ] |
| 2013年 | 6,236            | 2,753            | 44位 | [ 統計 22 ] |
| 2014年 | 6,335            | 2,819            | 45位 | [ 統計 23 ] |
| 2015年 | 6,476            | 2,886            | 44位 | [ 統計 24 ] |
| 2016年 | 6,434            | 2,923            | 45位 | [ 統計 25 ] |
| 2017年 | 6,671            | 3,078            | 43位 | [ 統計 26 ] |
| 2018年 | 7,030            | 3,308            | 43位 | [ 統計 27 ] |
| 2019年 | 7,226            | 3,414            | 43位 | [ 統計 28 ] |
| 2020年 | 5,360            | 2,552            |      | [ 統計 29 ] |
| 2021年 | 5,576            | 2,650            | 42位 | [ 統計 30 ] |
| 2022年 | 6,354            | 3,021            | 41位 | [ 統計 31 ] |
| 2023年 | 6,705            | 3,319            | 41位 | [ 統計 32 ] |

## 駅周辺

### 岸里口
岸里口周辺は住宅街となっている。南海本線と汐見橋線の連絡線跡地などに住宅やマンションが建ち並ぶ。
- 岸里公園（西側）
- 南海公園（西側）
- 西成岸里東郵便局（東側、西成千本南郵便局の方が近いが、国道26号を渡る必要がある）
- 天下茶屋公園（東側）
- 天下茶屋跡（東側）
- 天神ノ森天満宮（東側）
- 阿部野神社（東側）
- 安養寺（東側）
- マックスバリュ 南海岸里店（東側）
- サンディ 岸ノ里店（東側）
- ドラッグセイムス 岸里玉出店（東側）
- 阪堺電気軌道阪堺線 天神ノ森停留場（東500 m）

### 玉出口

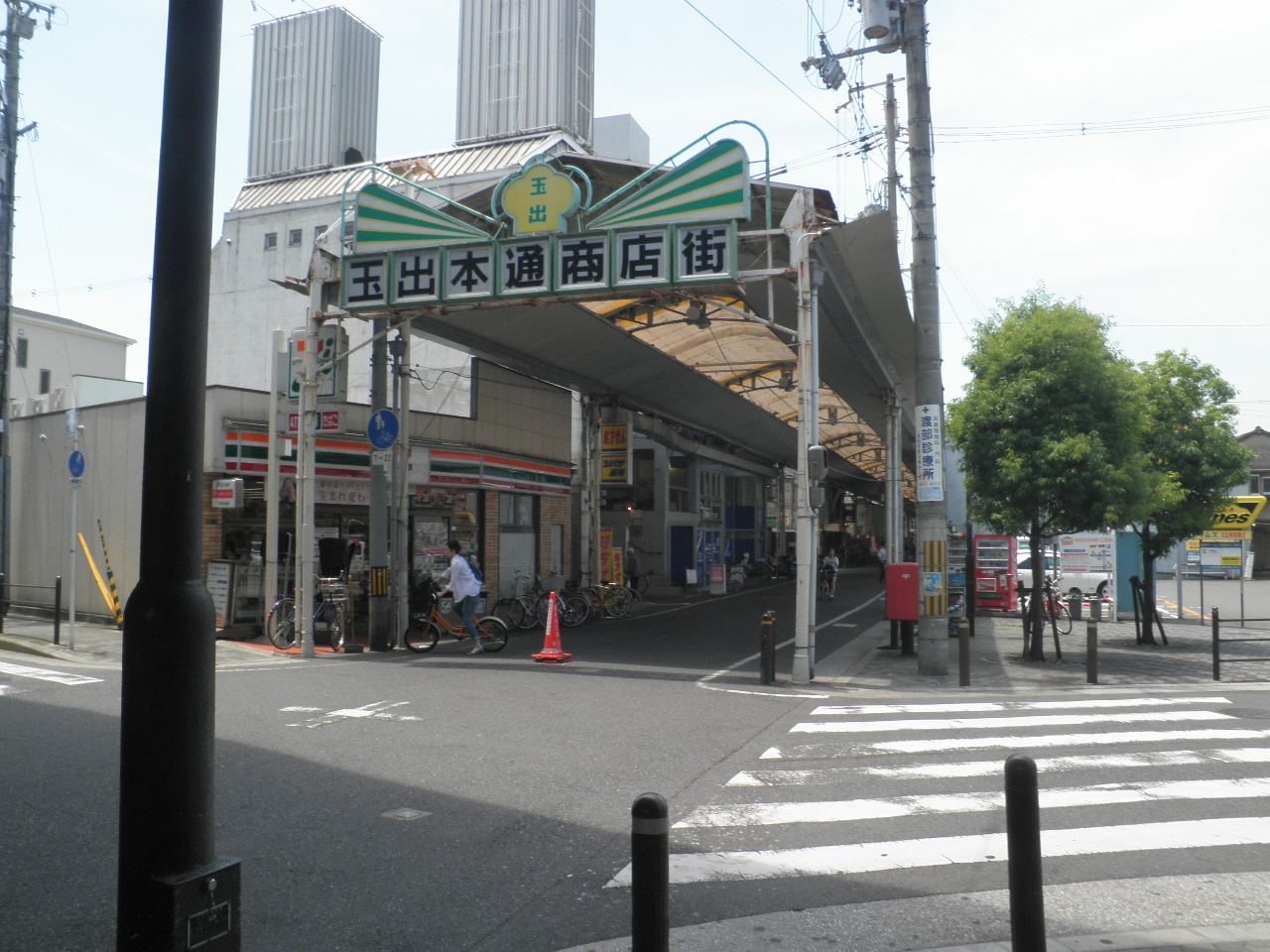
玉出本通商店街（2015年5月）

玉出口の西側には商店街があり、東側は住宅街である。
- 西成玉出郵便局（最寄りの郵便局）
- HST西成スポーツセンター・西成屋内プール
- 生根神社 - 毎年7月24日と25日に行われる「だいがく祭」や、冬至に行われる「こつま南瓜まつり」で有名。
- 玉出本通商店街（西にすぐ）
- 玉二商店街（玉出本通商店街から分岐）
- スーパー玉出本店
- 会津屋本店
- 玉出木村家
- 阪堺電気軌道阪堺線 東玉出停留場（東200 m）

### バス路線
2013年3月末までは赤バスの西成西ループ・西成東ループが乗り入れ、玉出口西側の国道26号に「玉出中一丁目」、玉出口東側の阪堺電軌阪堺線沿いに「玉出東二丁目」の2ヶ所の停留所があった。
また、2014年3月末までは岸里口西側の国道26号に「岸里三丁目」停留所があった。乗り入れていたのは大阪市営バスが運行する47号系統で、行先は地下鉄昭和町経由あべの橋行と地下鉄住之江公園行であった（平日・土曜の昼間のみ運行）。

## その他
- 2009年1月公開の映画『大阪ハムレット』のロケに使用された。
- 難波駅 - 天下茶屋駅間の駅と高野線各駅（帝塚山駅以南・汐見橋線）との間の運賃は岸ノ里分岐点（旧・岸ノ里駅）接続でキロ程を計算する。岸ノ里分岐点の高野線のキロ程は岸里玉出駅のキロ程と同じであるが、天下茶屋駅 - 岸ノ里分岐点は0.7kmとなる。なお、粉浜駅以南と高野線各駅（帝塚山駅以南・汐見橋線）との間の運賃は当駅接続としてキロ程を計算する。

## 隣の駅
南海電気鉄道

 南海本線（ 空港線）
■特急サザン・■急行・■空港急行・■区間急行・■準急
通過
■普通
天下茶屋駅 (NK05) - 岸里玉出駅 (NK06) - 粉浜駅 (NK07)
 高野線
■快速急行・■急行・■区間急行・■準急
通過
■各停
天下茶屋駅 (NK05) - 岸里玉出駅 (NK06) - 帝塚山駅 (NK51)
 高野線（汐見橋線）
西天下茶屋駅 (NK06-1) - 岸里玉出駅 (NK06)
- ( ) 内は駅番号を示す。

#### 記事本文
1. 1 2 3 4 5  “萩ノ茶屋-玉出間高架化 18日から使用開始 南海「岸里玉出」統合駅新設”. 交通新聞 (交通新聞社):  p. 1. (1993年4月14日)
2. ↑  「運輸開業免許状下付」『官報』1900年9月8日（国立国会図書館デジタル化資料）
3. ↑  「停車場改称」『官報』1903年3月2日（国立国会図書館デジタル化資料）
4. ↑  「停車場設置」『官報』1907年10月31日（国立国会図書館デジタル化資料）
5. ↑  「私設鉄道停車場設置」『官報』1913年07月28日（国立国会図書館デジタル化資料）
6. ↑  「地方鉄道駅名改称」『官報』1925年2月7日（国立国会図書館デジタル化資料）
7. ↑  “南海 駅ナンバリング 導入”. 鉄道コム (2012年2月27日). 2023年2月13日時点のオリジナルよりアーカイブ。2023年2月13日閲覧。
8. ↑  “南海電鉄全駅に「駅ナンバリング」を導入します”.   南海電鉄. 2021年10月28日時点のオリジナルよりアーカイブ。2023年2月13日閲覧。
9. ↑  “岸里玉出駅 立体構内図”.   南海電気鉄道. 2024年8月31日閲覧。

#### 利用状況
1. ↑  ハンドブック南海2024 鉄道事業 (PDF)  - 南海電鉄
2. ↑  大阪府統計年鑑（平成6年） (PDF)
3. ↑  大阪府統計年鑑（平成7年） (PDF)
4. ↑  大阪府統計年鑑（平成8年） (PDF)
5. ↑  大阪府統計年鑑（平成9年） (PDF)
6. ↑  大阪府統計年鑑（平成10年） (PDF)
7. ↑  大阪府統計年鑑（平成11年） (PDF)
8. ↑  大阪府統計年鑑（平成12年） (PDF)
9. ↑  大阪府統計年鑑（平成13年） (PDF)
10. ↑  大阪府統計年鑑（平成14年） (PDF)
11. ↑  大阪府統計年鑑（平成15年） (PDF)
12. ↑  大阪府統計年鑑（平成16年） (PDF)
13. ↑  大阪府統計年鑑（平成17年） (PDF)
14. ↑  大阪府統計年鑑（平成18年） (PDF)
15. ↑  大阪府統計年鑑（平成19年） (PDF)
16. ↑  大阪府統計年鑑（平成20年） (PDF)
17. ↑  大阪府統計年鑑（平成21年） (PDF)
18. ↑  大阪府統計年鑑（平成22年） (PDF)
19. ↑  大阪府統計年鑑（平成23年） (PDF)
20. ↑  大阪府統計年鑑（平成24年） (PDF)
21. ↑  大阪府統計年鑑（平成25年） (PDF)
22. ↑  大阪府統計年鑑（平成26年） (PDF)
23. ↑  大阪府統計年鑑（平成27年） (PDF)
24. ↑  大阪府統計年鑑（平成28年） (PDF)
25. ↑  大阪府統計年鑑（平成29年） (PDF)
26. ↑  大阪府統計年鑑（平成30年） (PDF)
27. ↑  大阪府統計年鑑（令和元年） (PDF)
28. ↑  大阪府統計年鑑（令和2年） (PDF)
29. ↑  大阪府統計年鑑（令和3年） (PDF)
30. ↑  大阪府統計年鑑（令和4年） (PDF)
31. ↑  大阪府統計年鑑（令和5年） (PDF)
32. ↑  大阪府統計年鑑（令和6年） (PDF)